# Otec (divadelní hra, Strindberg)
Otec (Fadren) je druhá nejhranější hra Augusta Strindberga, byla dokončena 15. února 1887. Strindberg ji napsal v bavorském Lindau během dvou až tří týdnů, což se projevuje uceleností a jednotností dramatu.

## Stavba a děj
Otec je hra o třech jednáních, která jsou dále dělena na výstupy. Hra má rychlý spád a zobrazuje boj manželů o moc. Boj se odehrává na psychologické úrovni. Manželka (Laura) zpochybní manželovo (Rytmistr) otcovství, což má za následek narušení manželovy psychické integrity, neboť jeho osobnost je založená na jeho patriarchální roli. Manžel je vystaven ze strany manželky psychologické manipulaci a sugesci. Tento psychologický nátlak vede k manželovu psychickému zhroucení, které vyústí v jeho úmrtí.

## Příslušnost k naturalismu
Otec je obvykle označován za naturalistické drama. Podle hlavního představitele francouzského naturalismu Emila Zoly, jehož Strindberg obdivoval, musí dramatik s objektivností vědce zaznamenávat skutečnost a ve svých hrách zobrazovat determinující vliv dědičnosti a prostředí. V Otci se vliv prostředí projevuje v manželově psychice, která je částečně mužská a částečně ženská, poněvadž byl vychováván a žil mezi samými ženami. V důsledku toho má oslabenou vůli. Postava je tak předurčena k prohře.
Strindberg ovšem objektivního zaznamenávání skutečnosti, požadovaného naturalisty, nebyl schopen, neboť v jeho díle důležitou roli hraje autopsie.
Strindberg se sice odchyloval od zásad naturalismu, přesto je označován za průkopníka naturalistického dramatu, neboť v jeho naturalistických dramatech má důležité místo psychologie. V Otci hraje důležitou roli psychologická manipulace a sugesce. O psychologii, sugesci či hypnózu se Strindberg zajímal a četl o dotyčné problematice dobové texty. Život považoval za tvrdý existenční boj, který ostatně svádějí manželé v Otci.

## Vlivy
V Otci se odrážejí Strindbergovy manželské problémy. Manželé v Otci se přou o budoucnost své dcery, o což se také Strindberg přel se svojí manželkou, finskou herečkou Siri von Essen. Strindberg chtěl mít ze svých dcer porodní báby, Siri herečky. Strindberg se také obával, že Siri má v úmyslu nechat ho prohlásit za nesvéprávného. Zbavit svéprávnosti svého manžela chce rovněž Laura v Otci.
Mnohé Strindbergovy postavy mají autobiografický ráz nebo nesou biografické rysy skutečných osob. Strindberg v Otci, ale i v Bláznově obhajobě a Věřitelích, kompromitoval svoji manželku Siri. Postava Rytmistra z Otce je Stridbergovo alter-ego. Přestože však Strindbergovy postavy vycházejí ze skutečných osob, nejedná se o jejich stoprocentně věrné zobrazení.

## Kontext
Kromě Otce se problémy v manželství promítly do Strindbergových próz Bláznova obhajoba a Manželské historie (druhý díl) a do dramatu Věřitelé. Jedná se o díla, která byla napsána krátce za sebou v průběhu čtyř let (1886 – 1889) a jsou zaměřena proti ženám. V Otci a Věřitelích se objevuje postava „ženy – upíra“, která „vysává z mužů život“, postava, která je typická pro díla z konce 19. století v souvislosti s obavou z konce patriarchálního řádu. Při psaní Otce byl ostatně Strindberg inspirován francouzským novinářem a esejistou Paulem Lafarguem, který psal o možném přechodu společnosti k matriarchátu.

## Inscenace
Světová premiéra Otce se konala 14. listopadu 1887 v kodaňském divadle Casino. Ve Švédsku měla hra premiéru 12. ledna 1888 ve stockholmském Novém divadle a 12. října 1890 v berlínském divadle Freie Bühne.
První česká inscenace Strindbergova Otce byla uvedena někdy během léta a podzimu roku 1898 na Výstavě architektury a inženýrství Divadlem na Výstavě. Roku 1911 byl uveden Národním divadlem v Brně, roku 1917 ve Švandově divadle a roku 1927 opět v Národním divadle v Brně. V roce 1928 byl pak inscenován v Divadle na Vinohradech v režii J. Kodíčka a roku 1943 divadelním podnikem Komorní hry Radosti ze života v Brně.
Měšťanští ochotníci hráli Otce v Hradci Králové roku 1905, dělničtí ochotníci roku 1910 v Prostějově a roku 1917 v Praze.

## České překlady
Rukopis Otce se nedochoval. Při překladech se vychází z prvního vydání ze září 1887 a ze Strindbergova francouzského překladu z března 1888.
- Gustav Tichý (1910) [nedostupný zdroj]
- Josef Jedlička (1919)
- Jan Rak (1977)
- Dagmar Hartlová (2000)